# ایتایوپولیس
ایتایوپولیس (به پرتغالی: Itaiópolis) یک منطقهٔ مسکونی در برزیل است که در سانتا کاتارینا واقع شده‌است. ایتایوپولیس ۲۱٬۷۸۰ نفر جمعیت دارد.